# Бертхолд III фон Ешенлое
Бертхолд III фон Ешенлое (на немски: Berthold III Graf von Eschenlohe; † 30 април 1260) е граф на Ешенлое в района на Гармиш-Партенкирхен в Горна Бавария.

## Произход
Той е син на Бертхолд II фон Ифелдорф и Ешенлое († сл. 1204) и съпругата му Хайлвиг фон Лойхтенберг († 1216), дъщеря на Гебхард II фон Лойхтенберг († 1168?), граф на Горен Нааб, и Юта фон Фобург, дъщеря на маркграф Диполд IV фон Фобург († ок. 1130) и принцеса Матилда Баварска († 1183). Внук е на Удалшалк фон Ифелдорф († сл. 1193). Правнук е на Бертхолд I фон Ифелдорф († сл. 1145). Племенник е на Удалшалк II († 1202), епископ на Аугсбург (1184 – 1202).
Брат е на Еберхард фон Регенсбург († сл. 1216) и на Хайнрих I фон Пфраймд, Ешенлое, Хьортенберг и Лихтенберг († 3 ноември 1272?), женен за Агнес фон Тирол († сл. 1260).

## Фамилия
Първи брак: с Матилда фон Тирол († 10 март пр. 1218), дъщеря на граф Хайнрих I фон Тирол († 1202) и Агнес фон Ванген. Те имат двама сина:
- Бертхолд IV фон Ешенлое († сл. 1294)
- Хайнрих III фон Ешенлое († сл. 1286)

Втори брак: пр. 1218 г. с графиня София фон Епан († сл. 1218), дъщеря на граф Егино фон Ултен († 1210) и Ирмгард фон Ронсберг († 1210/1220), дъщеря на граф и маркграф Хайнрих I фон Ронсберг († 1191) и Удилхилд фон Гамертинген († 1191). Бракът е бездетен. Замъкът на род Еплан-Ултен отива на неговата фамилия в началото на 14 век.
Трети брак: с Гертруд фон Моозбург, дъщеря на граф Конрад II фон Мозбург († 1218) и Бенедикта. Те имат четирима сина:
- Конрад фон Ешенлое († 1303), абат на Рот 1251/1298 г.
- Буркхард фон Ешенлое (* пр. 1257)
- Алрам фон Ешенлое (* пр. 1257)
- Удалшалк фон Ешенлое († 24 юни сл. 1280)